# Élections législatives de 1951 dans les Vosges
Les élections législatives françaises de 1951 se tiennent le 17 juin. Ce sont les deuxièmes élections législatives de la Quatrième République.

## Mode de scrutin
Représentation proportionnelle plurinominale suivant la méthode du plus fort reste dans 103 circonscriptions, conformément à la loi des apparentements : les listes qui se sont « apparentées » avant l'élection remportent tous les sièges de la circonscription si leurs voix ajoutées obtiennent la majorité absolue des suffrages exprimés. Il y a 629 sièges à pourvoir.
Le vote préférentiel est admis. 
Dans le département des Vosges, cinq députés sont à élire.

## Candidats

### Liste du Rassemblement du peuple français
| N° | Candidats | Candidats          | Parti | Principales fonctions |
| -- | --------- | ------------------ | ----- | --- |
| 01 |           | Maurice Lemaire    | RPF   | Maire de Colroy-la-Grande, Président du comité de gestion de l'Union internationale des chemins de fer                                             |
| 02 |           | Charles Guthmüller | RPF   | Maire d'Épinal, conseiller général du canton de Dompaire, confectionneur                                                                           |
| 03 |           | André Garnier      | RPF   | Maire de Viviers-le-Gras, conseiller général du canton de Monthureux-sur-Saône, Président de la société coopérative fromagère, exploitant agricole |
| 04 |           | Georges Gaillemain | RPF   | Docteur en médecine à Cornimont |
| 05 |           | Roger Bihr         | RPF   | Chef d'entretien, Uriménil |

### Liste d'union républicaine, résistante et antifasciste présentée par le Parti communiste français
| N° | Candidats | Candidats         | Parti | Principales fonctions                                                      |
| -- | --------- | ----------------- | ----- | -------------------------------------------------------------------------- |
| 01 |           | Robert Chambeiron | UP    | Député sortant, fonctionnaire, ancien résistant                            |
| 02 |           | André Sester      | PCF   | Ouvrier métallurgiste, ancien résistant, conseiller municipal de Saint-Dié |
| 03 |           | Valentine Colin   | PCF   | Ouvrière                                                                   |
| 04 |           | Henri Poincelot   | PCF   | Cultivateur, ancien sénateur, Monthureux-sur-Saône                         |
| 05 |           | Louis Brisson     | PCF   | Employé PTT                                                                |

### Liste indépendante d'Union républicaine (Union des indépendants, paysans et républicains nationaux, Rassemblement des gauches républicaines)
| N° | Candidats | Candidats       | Parti | Principales fonctions                                                         |
| -- | --------- | --------------- | ----- | ----------------------------------------------------------------------------- |
| 01 |           | André Barbier   | CNIP  | Député sortant, Président du Conseil général                                  |
| 02 |           | Jacques Ducreux | RGR   | Conseiller général du canton de Fraize, maire de Wisembach, licencié en droit |
| 03 |           |                 |       |                                                                               |
| 04 |           |                 |       |                                                                               |
| 05 |           |                 |       |                                                                               |

### Liste du Parti socialiste SFIO
| N° | Candidats | Candidats          | Parti | Principales fonctions                                                                     |
| -- | --------- | ------------------ | ----- | ----------------------------------------------------------------------------------------- |
| 01 |           | Maurice Poirot     | SFIO  | Instituteur, conseiller général du canton de Remiremont, député sortant, ancien résistant |
| 02 |           | Léonide Videau     | SFIO  | Herboriste, conseiller général du canton d'Épinal                                         |
| 03 |           | Louis Ernest Aubry | SFIO  | Employé                                                                                   |
| 04 |           | Gilbert Gonand     | SFIO  | Rédacteur principal                                                                       |
| 05 |           | Eugène Rossignol   | SFIO  | Professeur                                                                                |

### Liste du Mouvement républicain populaire
| N° | Candidats | Candidats             | Parti | Principales fonctions                                                                                      |
| -- | --------- | --------------------- | ----- | --- |
| 01 |           | Marcel Poimbœuf       | MRP   | Député sortant, responsable du Syndicat des employés du commerce et de l’industrie et dirigeant de la CFTC |
| 02 |           | Lucien Nicolas        | MRP   | Gérant d'entreprise, adjoint au maire de Rambervillers                                                     |
| 03 |           | Camille Robert Martin | MRP   | Expert comptable adjoint au maire de Saint-Dié                                                             |
| 04 |           | Jean Van Hoorde       | MRP   | Avoué, Balléville                                                                                          |
| 05 |           | André Schlienger      | MRP   | Exploitant agricole, Dounoux                                                                               |

## Élus
| Député sortant    | Parti | Parti | Député élu ou réélu            | Parti | Parti   |
| ----------------- | ----- | ----- | ------------------------------ | ----- | ------- |
| Robert Chambeiron |       | URR   | Maurice Lemaire                |       | RPF     |
| Maurice Poirot    |       | SFIO  | Charles Guthmüller             |       | RPF     |
| Marcel Poimbœuf   |       | MRP   | André Garnier                  |       | RPF     |
| Auguste Farinez   |       | MRP   | Jacques Ducreux décédé en 1952 |       | Rad soc |
| André Barbier     |       | CNIP  | André Barbier                  |       | CNIP    |

## Résultats

### Résultats à l'échelle du département
- Les listes du RPF et du CNIP-RGR se sont apparentées.
- Leurs voix cumulées représentant plus de 50% des exprimés, tous les sièges sont répartis à la proportionnelle entre les partis apparentés.

| Parti    | Parti      | Tête de liste     | Résultats | Résultats | Sièges |  |
| Parti    | Parti      | Tête de liste     | Voix      | %         |        |  |
| -------- | ---------- | ----------------- | --------- | --------- | ------ |  |
|          | RPF *      | Maurice Lemaire   | 52 958    | 32,65     | 3      |  |
|          | URR-PCF    | Robert Chambeiron | 35 227    | 21,72     | 0      |  |
|          | CNIP-RGR * | André Barbier     | 35 227    | 21,72     | 2      |  |
|          | SFIO       | Maurice Poirot    | 19 765    | 12,19     | 0      |  |
|          | MRP        | Marcel Poimbœuf   | 17 164    | 10,58     | 0      |  |
|          |            |                   |           |           |        |  |
| Inscrits | Inscrits   | Inscrits          | 217 883   | 100,00    | 5      |  |
| Votants  | Votants    | Votants           | 170 095   | 78,07     |        |  |
| Exprimés | Exprimés   | Exprimés          | 162 206   | 95,36     |        |  |